# اور ۲۲۲۶۰
سیارک ۲۲۲۶۰ (به انگلیسی: 22260 Ur، نامگذاری:1979UR) بیست و دو هزار و دویست و شصتمین سیارک کشف شده‌است که در ۱۹ اکتبر ۱۹۷۹ کشف شد.
قدر مطلق سیارک برابر ۱۴٫۱۰ است.